# DJ OGAWA
DJ OGAWA（ディージェーオガワ、小川 晃彦、Teruhiko Ogawa）は、日本の音楽家、音楽プロデューサー、DJ、トラックメイカーである。DJ OGAWA & UNIC名義でプロデューサー、リミキサーとしても活動する。

## 人物
1989年以来、DJ活動を通じてオリジナル作品をリリースする。日本人DJとして初のアルゼンチンツアー（2016年）を開催した。

## 評価
クラベリアは、DJスタイルを「常に移り変わるダンスミュージックシーンのトレンドを常にキャッチし、長年の経験と緻密で高度な技術から繰り広げられる抜群のフロアコントロール」と表現する。

## 出演

### レギュラーパーティー
以下は、終了したものを含む。
- SMASH @MAGO（2000年 - ）
- INTER HOUSE @iDcafe（2000年 - ）
- HOUSE REVENGE @MAGO（2000年 - 、EMMAと共に立ち上げ）
- U NEED ON @大阪 UNION（2007年 - ）
- DIATONIK @神戸TROOPCAFE（2008年 - ）
- PlanetCafe @浜松 UNION（2015年 - 2016年）

### 主な出演パーティー
- 2008年 - 東京 YELLOW、WOMB
- 2010年 - 香港、台湾 UNDERCOVERドールメイキングイベント（"THE SOUND AND THE FURY"　DJとして参加）
- 2011年 - 日本 SMASH 10th ANNIVERSARY Supported by Pioneer（日本全国ツアー）[3]
- 2012年 - 韓国 Ultra Korea
- 2016年 - 日本 Sawagi Festival 2016[4]
- 2016年9月17日 - 日本 ULTRA JAPAN[5][6]
- 2016年 - アルゼンチンツアー（ブエノスアイレス、トゥクマン、コルドバ州2拠点）
- 2017年 - 東京 VENT Tokyo
- 2017年9月9日 - 日本 Sawagi Festival 2017
- 2017年9月17日 - 東京 ULTRA JAPAN[7][8]
- 2017年10月20日 - Amazon Fashion 10.20 sacai/UNDERCOVER PARTY
- 2017年 - アルゼンチンツアー（ブエノスアイレス、トゥクマン、コルドバ州、ティエラ・デル・フエゴ）
- 2017年 - 日本 SUDBEAT JAPAN TOUR 2017[9] support by SMASH（11/22 SOUND MUSEUM VISION：東京、11/24 Club Joule：大阪、11/25 Club Mago：名古屋）
- 2018年 - 日本 SMASH Japan Tour 2018（7/13 VENT Tokyo：東京[10][11]、7/14 Club Mago：名古屋、7/15 ALZAR OSAKA：大阪）

| 年     | 作品名               | レーベル        |
| ------ | -------------------- | --------------- |
| 2008年 | DEPARTURE（12"）     | NITELIST MUSIC  |
| 2008年 | ROUTINE（12"）       | NITELIST MUSIC  |
| 2009年 | SMASH（12"）         | NITELIST MUSIC  |
| 2010年 | MEDITATION（12"）    | NITELIST MUSIC  |
| 2012年 | SEVEN STAR（CD,MP3） | SUSHI RECORDS   |
| 2013年 | EXPLOSION（MP3）     | BAROQUE RECORDS |